# حميد ميرزا
سلطان حميد ميرزا القاجاري (بالفارسية: سلطان حمید میرزا قاجار) (23 أبريل 1918 – 5 مايو 1988) هو وريث السلالة القاجارية التي حكمت إيران سابقًا، كما أنه ابن محمد حسن ميرزا آخر ولي للعهد في تاريخ الدولة القاجارية.